# Santa Ana la Real
Santa Ana la Real – gmina w Hiszpanii, w prowincji Huelva, w Andaluzji, o powierzchni 26,57 km². W 2011 roku gmina liczyła 542 mieszkańców.